# Маргита
Маргита (рум. Marghita, венг. Margitta) — город в Румынии, в жудеце Бихор. Расположен в северо-западной части страны, в 56 км к северо-востоку от города Орадя. Первые письменные упоминания относятся к 1216 году.
Население города по данным переписи 2011 года составляет 15 770 человек; по данным прошлой переписи 2002 года оно насчитывало 17 291 человек. 49,39 % населения составляют румыны; 40,26 % — венгры; 5,57 % — цыгане.
Динамика численности населения по годам:
| 1977   | 1992   | 2002   | 2011   |
| ------ | ------ | ------ | ------ |
| 14 589 | 19 071 | 17 291 | 15 770 |

## Города-побратимы
- Береттьоуйфалу, Венгрия
- Кишкёрёш, Венгрия